# Stanisław Szyndlar
Stanisław Szyndlar (ur. 11 listopada 1922, zm. 25 kwietnia 2014) – polski lekarz i działacz ludowy, poseł na Sejm PRL IV i V kadencji.

## Życiorys
Od 1945 należał do Związku Młodzieży Wiejskiej RP „Wici”, z którym w 1948 przystąpił do Związku Młodzieży Polskiej. Uzyskał wykształcenie wyższe na Wydziale Lekarskim Uniwersytetu Jagiellońskiego. Po uzyskaniu dyplomu lekarza w 1951 został asystentem oddziału wewnętrznego w Mysłowicach, skąd po roku przeniósł się do szpitala powiatowego w Łańcucie. Do kwietnia 1954 pracował jako asystent oddziałów chirurgicznego i ginekologiczno-położniczego, po czym wskutek choroby zmienił kierunek specjalizacji i objął stanowisko ordynatora oddziału zakaźnego. Od 1961 pełnił funkcję dyrektora szpitala w Łańcucie, także jednocześnie jako ordynator oddziału zakaźnego. Ponadto był lekarzem Powiatowego Ambulatorium Ministerstwa Spraw Wewnętrznych.
W 1954 wstąpił do Zjednoczonego Stronnictwa Ludowego. Był przewodniczącym Komisji Zdrowia przy Wojewódzkim Komitecie ZSL w Rzeszowie, a także radnym Miejskiej Rady Narodowej w Łańcucie. W 1965 i 1969 uzyskiwał mandat posła na Sejm PRL w okręgu Rzeszów. Przez dwie kadencje zasiadał w Komisji Zdrowia i Kultury Fizycznej, której w trakcie IV kadencji był zastępcą przewodniczącego.
W 1974 wyróżniony wpisem do „Księgi zasłużonych dla województwa rzeszowskiego”.
Pochowany na cmentarzu komunalnym w Łańcucie.